# 올드르지흐

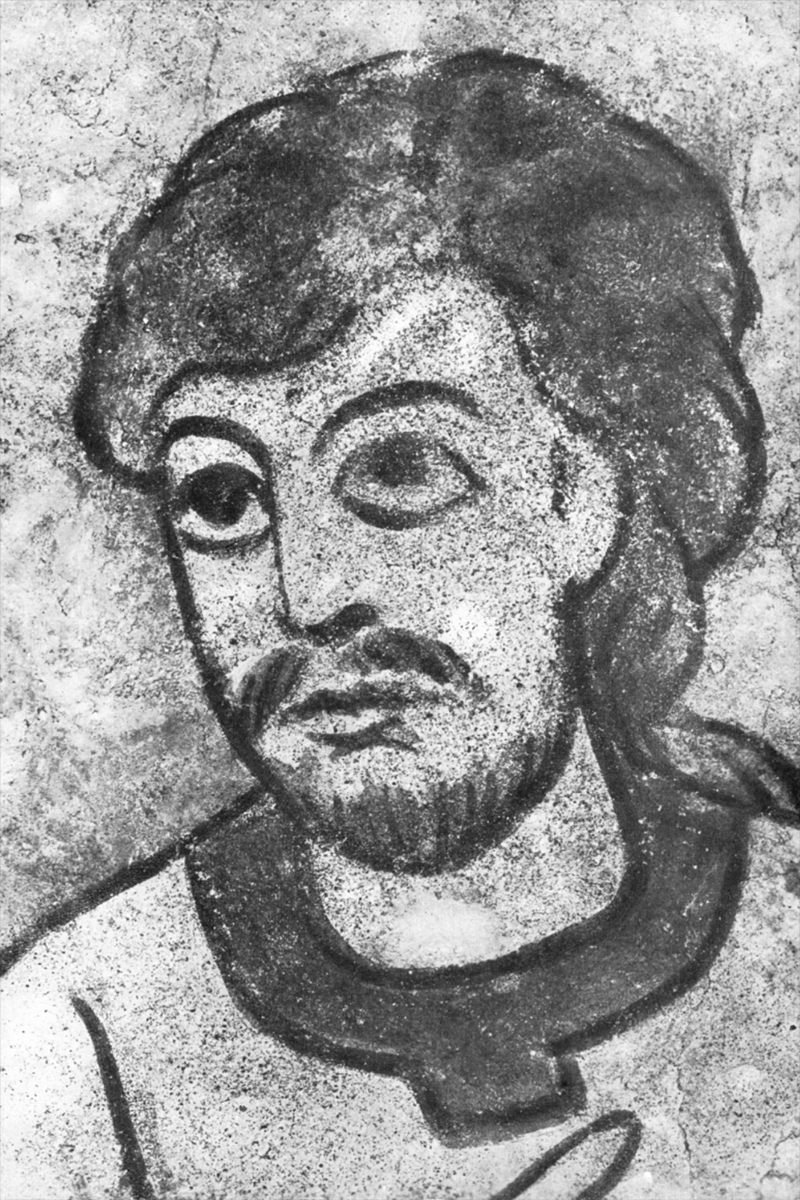
올드르지흐

올드르지흐(체코어: Oldřich, 975년경 ~ 1034년 11월 9일)는 보헤미아의 공작(재위: 1012년 ~ 1034년, 1034년)이다.

## 생애
볼레슬라프 2세 공작의 셋째 아들이자 볼레슬라프 3세 공작의 동생이다. 1002년 볼레슬라프 3세와 함께 신성 로마 제국으로 망명했지만 1003년 보헤미아의 공작을 역임하고 있던 블라디보이가 사망하면서 보헤미아로 귀환했다.
1012년 야로미르를 몰아내고 보헤미아의 공작으로 즉위했다. 이 과정에서 야로미르는 두 눈을 잃은 채로 쫓겨나갔다. 1029년에는 브르제티슬라프 1세와 함께 폴란드가 차지하고 있던 모라바를 탈환했다. 신성 로마 제국의 황제였던 콘라트 2세의 지원을 받은 보헤미아 군대는 동부 지방에 거주하던 폴란드인들을 쫓아냈다. 1030년에는 현재의 슬로바키아, 헝가리 탈환에 나섰지만 실패하고 만다.
1032년에는 메르제부르크에서 열린 회의에 초청받았지만 참석하지 않았다. 이에 격분한 콘라트 2세는 그의 아들인 하인리히 3세에게 보헤미아를 응징하라는 명령을 내리게 된다. 올드르지흐는 결국 보헤미아에서 체포되어 바이에른으로 송환되었고 야로미르가 보헤미아의 공작으로 복위하게 된다. 1034년 야로미르가 공작위에서 쫓겨나면서 복위했지만 얼마 지나지 않아 사망하고 만다. 그의 공작위는 브르제티슬라프 1세가 승계받았다.
| 전임 야로미르 | 보헤미아의 공작 1012년 ~ 1034년 | 후임 야로미르 |

| 전임 야로미르 | 보헤미아의 공작 1034년 | 후임 브르제티슬라프 1세 |